# 大澤孝征
大澤 孝征（おおさわ たかゆき、1945年7月14日 - ）は、日本の弁護士（第一東京弁護士会所属）。

## 人物
検事の仕事を辞めて弁護士になった、いわゆるヤメ検の一人。渋谷に自身の法律事務所を構え、所長を務めている。少年法や家事事件を得意とし、TVのワイドショー番組やラジオなどコメンテーターとしても出演している。

### 略歴
- 1945年 神奈川県生まれ
- 1964年 神奈川県立湘南高等学校卒業
- 1969年3月 早稲田大学法学部卒業 9月 - 23歳で司法試験合格
- 1972年4月 司法修習24期修了。検事任官
- 1979年3月 検事退官 4月 - 弁護士登録（第一東京弁護士会登録）
- 1981年 刑法・少年法・監獄法改正問題対策委員
- 1985年 常議員 東邦大学医学部非常勤講師（医事法制）
- 1988年 警察庁刑事警察を語る会委員
- 1991年 少年法委員
- 1994年 東京家庭裁判所家事調停委員、東京三会非弁取締委委員長、 第一東京弁護士会弁護士業務適正化委委員長
- 1999年 第一東京弁護士会副会長
- 2000年 第一東京弁護士会多摩支部長・常議員 犯罪被害者支援都民センター理事
- 2003年 第一東京弁護士会犯罪被害者保護委委員長
- 2004年 第一東京弁護士会文化研究委委員長、日本弁護士連合会司法改革実現本部委員

## 出演
TV
- 3時にあいましょう（以下TBSテレビ）
- スーパーワイド
- みのもんたの朝ズバッ! → 朝ズバッ!
- みのもんたのサタデーずばッと → サタデーずばッと
- ひるおび!
- ピンポン!
- アフタヌーンショー（以下テレビ朝日）
- やじうまワイド
- 奇跡の扉 TVのチカラ
- スーパーモーニング
- スーパーJチャンネル

## 監修
- 『激録!交通警察24時』（テレビ朝日）

## 著書
- 『犯罪少年』（ザネット出版会、2001年）
- 『あなたを守る法律知識』（学習研究社、2005年）